# Châteauvilain
Châteauvilain és un municipi francès situat al departament de la Isèra i a la regió d'Alvèrnia-Roine-Alps. L'any 2007 tenia 603 habitants.

## Demografia

### Població
El 2007 la població de fet de Châteauvilain era de 603 persones. Hi havia 218 famílies de les quals 37 eren unipersonals (21 homes vivint sols i 16 dones vivint soles), 70 parelles sense fills, 107 parelles amb fills i 4 famílies monoparentals amb fills.
La població ha evolucionat segons el següent gràfic:
Habitants censats

### Habitatges
El 2007 hi havia 240 habitatges, 220 eren l'habitatge principal de la família, 9 eren segones residències i 11 estaven desocupats. 225 eren cases i 14 eren apartaments. Dels 220 habitatges principals, 193 estaven ocupats pels seus propietaris, 25 estaven llogats i ocupats pels llogaters i 2 estaven cedits a títol gratuït; 4 tenien dues cambres, 17 en tenien tres, 65 en tenien quatre i 134 en tenien cinc o més. 184 habitatges disposaven pel capbaix d'una plaça de pàrquing. A 77 habitatges hi havia un automòbil i a 127 n'hi havia dos o més.

### Piràmide de població
La piràmide de població per edats i sexe el 2009 era:
| Homes | Edats   | Dones |
| ----- | ------- | ----- |
| 0     | 95 o +  | 0     |
| 0     | 90 a 94 | 4     |
| 4     | 85 a 89 | 0     |
| 4     | 80 a 84 | 0     |
| 0     | 75 a 79 | 0     |
| 12    | 70 a 74 | 12    |
| 8     | 65 a 69 | 12    |
| 16    | 60 a 64 | 16    |
| 12    | 55 a 59 | 16    |
| 8     | 50 a 54 | 8     |
| 32    | 45 a 49 | 20    |
| 40    | 40 a 44 | 24    |
| 24    | 35 a 39 | 32    |
| 20    | 30 a 34 | 24    |
| 4     | 25 a 29 | 8     |
| 16    | 20 a 24 | 0     |
| 20    | 15 a 19 | 16    |
| 20    | 10 a 14 | 20    |
| 44    | 5 a 9   | 28    |
| 12    | 0 a 4   | 20    |

## Economia
El 2007 la població en edat de treballar era de 404 persones, 315 eren actives i 89 eren inactives. De les 315 persones actives 297 estaven ocupades (163 homes i 134 dones) i 17 estaven aturades (5 homes i 12 dones). De les 89 persones inactives 36 estaven jubilades, 25 estaven estudiant i 28 estaven classificades com a «altres inactius».

### Ingressos
El 2009 a Châteauvilain hi havia 230 unitats fiscals que integraven 638,5 persones, la mediana anual d'ingressos fiscals per persona era de 18.986 €.

### Activitats econòmiques
Dels 9 establiments que hi havia el 2007, 2 eren d'empreses de construcció, 2 d'empreses de comerç i reparació d'automòbils, 1 d'una empresa immobiliària, 2 d'empreses de serveis i 2 d'entitats de l'administració pública.
Dels 3 establiments de servei als particulars que hi havia el 2009, 1 era un guixaire pintor, 1 fusteria i 1 agència immobiliària.
L'any 2000 a Châteauvilain hi havia 17 explotacions agrícoles que ocupaven un total de 308 hectàrees.

## Equipaments sanitaris i escolars
El 2009 hi havia una escola elemental.

## Poblacions més properes
El següent diagrama mostra les poblacions més properes.